# Amerikaanse ijshockeyploeg (mannen)
De Amerikaanse ijshockeyploeg is een team van ijshockeyers dat de Verenigde Staten vertegenwoordigt bij internationale wedstrijden en wordt beschouwd als een van de 'Big Six', naast Tsjechië, Rusland, Zweden, Finland en Canada.
Het mannenteam van De Verenigde Staten won het wereldkampioenschap ijshockey in 1933 en 1960 en olympisch goud in 1960 en 1980.